# Judas Priest
Judas Priest is een Britse heavymetalband. De groep wordt vaak gezien als een van de grondleggers van het heavymetalgenre. Ook introduceerde Judas Priest de typerende heavymetallook met leer en studs, die zanger Rob Halford na enige tijd ging dragen.

## Biografie

### Oprichting
De band was oorspronkelijk een in 1969 opgerichte bluesband, die bestond uit zanger Alan Atkins, gitarist Bruno Stapenhill, drummer John Partige en gitarist Ernie Chataway. De groep viel na enkele jaren echter uit elkaar. Na de opheffing sloot Atkins zich aan bij Kenneth Downings band Freight, waarna deze werd omgedoopt tot Judas Priest. De naam was ontleend aan het lied The Ballad of Frankie Lee and Judas Priest van Bob Dylans album John Wesley Harding.
Het debuutalbum Rocka Rolla verscheen in 1974 bij Gull Records, twee jaar later gevolgd door Sad Wings of Destiny. Niet lang daarna verwierf Judas Priest zijn eerste grote platencontract bij CBS/Columbia.

### Doorbraak
In 1977 brak de band door in de VS met het nummer Diamonds and Rust, vreemd genoeg een cover van folkzangeres Joan Baez. De bijbehorende plaat Sin After Sin werd met behulp van de latere drummer van Toto, Simon Phillips, opgenomen.
De volgende twee platen, Stained Class en Killing Machine, werden ingespeeld door drummer Les Binks. Met hem bracht Judas Priest in 1979 Unleashed in the East uit. Deze in Japan opgenomen plaat somde precies op waar Judas Priest voor staat: tweestemmige gitaarloopjes, hoge gillende vocalen en een ronkende ritmesectie.

### Jaren tachtig
In de jaren tachtig bleef Judas Priest onverminderd platen uitbrengen. Aan British Steel uit 1980 werd in 2001 nog een documentaire gewijd in de serie Classic Albums.
De band experimenteerde op het album Turbo uit 1986 met gitaarsynthesizers, tot groot ongenoegen van vele fans. Met Ram It Down uit 1988 liet Judas Priest het experimenteren voor wat het was en bracht de groep weer een heavymetalalbum als vanouds uit. Drummer Dave Holland, die Les Binks in 1980 verving, verliet na de tournee de band om zich aan andere zaken te wijden.

### Rechtszaak
Eind jaren tachtig komt Judas Priest in de problemen doordat ze verantwoordelijk worden gehouden voor de zelfmoord van twee jongeren. Eind 1985 slaan de Amerikaanse jongeren Ray Belknap en James Vance de hand aan zichzelf door een geweer onder hun kin te zetten en de trekker over te halen. Belknap is meteen dood, maar Vance weet het te overleven. Hij moet met een zwaar verminkt gezicht door het leven, tot hij in 1988 aan een combinatie van drugsgebruik en zijn verwondingen sterft. Hij verklaarde dat Belknap en hij die avond zwaar onder invloed van drank en drugs, meerdere malen het album Stained Class hadden geluisterd, en daardoor levensmoe werden. De ouders houden de band verantwoordelijk en dagen die voor de rechter. Judas Priest zou in verborgen boodschappen luisteraars aanzetten tot zelfmoord. In de zomer van 1990 dient de zaak aan in Reno. De band verdedigt zich door te stellen dat de twee jongeren al een flinke geschiedenis hadden van psychische en sociale problemen. Ook ontkennen ze zelfmoord te promoten en er geen motief voor te hebben, aangezien het niet in het belang van de band is. De media en platenindustrie volgen de zaak nauwkeurig, aangezien de uitspraak verregaande gevolgen kon hebben. Fans protesteren voor de rechtszaal. Ook andere muzikanten steunen de band. De Britse dancegroep Orbital maakt naar aanleiding van de zaak het nummer Satan. Uiteindelijk volgt een vrijspraak. Volgens de rechter kan niet worden bewezen dat de muziek van Judas Priest de directe oorzaak is van de daad van de twee jongens. 

### Vertrek van Rob Halford
In 1990 kwam Painkiller uit. Het titelnummer liet een ongekend harde Judas Priest horen. Met zeer harde metal, veel dubbele bassdrums dankzij Racer-X-drummer Scott Travis en een krijsende Rob Halford leek de band aan een tweede jeugd te zijn begonnen. Aan het einde van de tournee kondigde Rob Halford echter zijn vertrek aan. Hij wilde andere dingen doen en die kon hij niet langer kwijt binnen de groep.
In 1996 hield Judas Priest audities voor de opvolger van Rob Halford. Een van de gegadigden was Ralf Scheepers (later Primal Fear). Uiteindelijk besloten ze in zee te gaan met de Amerikaan Tim Owens, die in een Judas Priest-coverband speelde. Er was weinig tijd voor nodig om hem het materiaal te leren, waarna hij mee op tournee ging. De albums Jugulator (1997) en Demolition (2001) werden goed verkocht, hoewel ze sommige oude fans niet echt overtuigden. In 2003 verliet Owens de band.

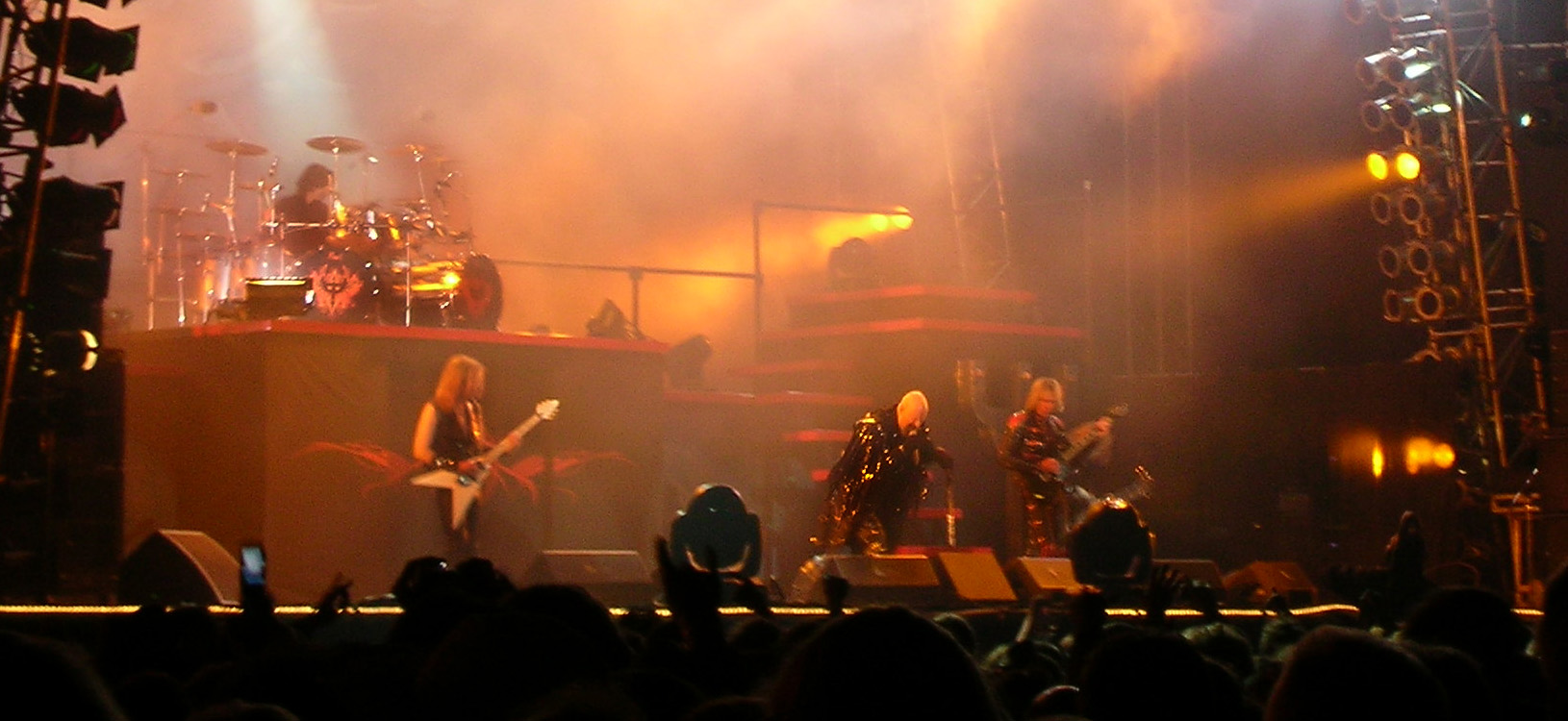
Judas Priest Live in Zweden, juli 2008

### Reünie
In 2004 toerde de band voor het eerst sinds twaalf jaar weer met Rob Halford als zanger en werden verschillende festivals aangedaan, waaronder Graspop. In 2005 volgde een nieuw album: Angel of Retribution. De leden, inmiddels de vijftig ruimschoots gepasseerd, lieten weten nog lang niet aan stoppen te denken. Op 16 juli 2008 werd het nieuwste dubbelalbum, getiteld Nostradamus, uitgebracht. Op 23 maart 2009 werd voorts het Priest Feast gehouden in de Heineken Music Hall, waarbij naast Judas Priest ook de thrashmetallegenden Megadeth en Testament optraden. Op 7 december 2010 werd door de band een afscheidstournee aangekondigd. Dit zou hun laatste optreden zijn. Van een definitief afscheid was echter nog geen sprake. Op 20 april 2011 liet Kenneth Downing weten dat hij ermee stopte, maar Richie Faulkner zou hem vervangen in de komende tournee.

## Trivia
- Oud-drummer Dave Holland (die in de band zat van 1979 tot 1989) werd begin 2004 veroordeeld tot 8 jaar cel, omdat hij seks zou hebben gehad met een minderjarige aan wie hij drumles gaf. Holland heeft zelf altijd ontkend schuldig te zijn en 13 maanden na zijn dood kwam biograaf Mark Anglinton met informatie waaruit zou blijken dat het proces niet eerlijk verlopen is. [4]
- De film Rock Star uit 2001 is losjes gebaseerd op de historie van Judas Priest. In deze film vervangt een fan de zanger van de fictieve metalband Steel Dragon, die door zijn bandleden aan de kant is gezet. Tijdens de audities voor de nieuwe zanger blijkt de oude zanger homoseksueel, tot grote ontsteltenis van de fan (gespeeld door Mark Wahlberg).
- Oud-gitarist en oprichter van Judas Priest K.K. Downing bracht in 2018 het boek 'Heavy Duty: Days and Nights in Judas Priest' uit over zijn tijd in de band.[5]

Drummer John Hinch overleed eind april 2021 op 73-jarige leeftijd.

## Discografie

### Albums
| Album met eventuele hitnotering(en) in de Nederlandse Album Top 100 | Datum van verschijnen | Datum van binnenkomst | Hoogste positie | Aantal weken | Opmerkingen                              |
| ------------------------------------------------------------------- | --------------------- | --------------------- | --------------- | ------------ | ---------------------------------------- |
| Rocka Rolla                                                         | 1974                  | -                     |                 |              |                                          |
| Sad Wings of Destiny                                                | 1976                  | -                     |                 |              |                                          |
| Sin After Sin                                                       | 1977                  | -                     |                 |              |                                          |
| Stained Class                                                       | 1978                  | -                     |                 |              |                                          |
| Killing Machine                                                     | 1978                  | -                     |                 |              | Amerikaanse titel: Hell Bent for Leather |
| Unleashed in the East                                               | 1979                  | -                     |                 |              | Livealbum                                |
| British Steel                                                       | 1980                  | -                     |                 |              |                                          |
| Point of Entry                                                      | 1981                  | -                     |                 |              |                                          |
| Screaming for Vengeance                                             | 1982                  | 24-07-1982            | 37              | 6            |                                          |
| Defenders of the Faith                                              | 1984                  | 28-01-1984            | 22              | 7            |                                          |
| Turbo                                                               | 1986                  | 19-04-1986            | 43              | 6            |                                          |
| Priest...Live!                                                      | 1987                  | 20-06-1987            | 46              | 5            | Livealbum                                |
| Ram it Down                                                         | 1988                  | 21-05-1988            | 27              | 6            |                                          |
| Painkiller                                                          | 1990                  | -                     |                 |              |                                          |
| Metal Works '73-'93                                                 | 1993                  | -                     |                 |              | Verzamelalbum                            |
| Jugulator                                                           | 1997                  | -                     |                 |              |                                          |
| Meltdown                                                            | 1998                  | -                     |                 |              | Livealbum                                |
| Demolition                                                          | 2001                  | -                     |                 |              |                                          |
| Live in London                                                      | 2003                  | -                     |                 |              | Livealbum                                |
| Metalogy                                                            | 2004                  | -                     |                 |              | Verzamelalbum                            |
| Angel of Retribution                                                | 2005                  | 05-03-2005            | 46              | 5            |                                          |
| The Essential Judas Priest                                          | 2006                  | -                     |                 |              | Verzamelalbum                            |
| Nostradamus                                                         | 2008                  | 21-06-2008            | 38              | 3            |                                          |
| Epitaph                                                             | 2013                  | -                     |                 |              | Livealbum                                |
| Redeemer of Souls                                                   | 2014                  | -                     |                 |              |                                          |
| Firepower                                                           | 2018                  |                       |                 |              |                                          |
| Invincible Shield                                                   | 2024                  |                       |                 |              |                                          |

| Album met hitnotering(en) in de Vlaamse Ultratop 200 albums | Datum van verschijnen | Datum van binnenkomst | Hoogste positie | Aantal weken | Opmerkingen |
| ----------------------------------------------------------- | --------------------- | --------------------- | --------------- | ------------ | ----------- |
| Screaming for vengeance                                     | 1982                  | 15-09-2012            | 173             | 1            |             |
| Defenders of the Faith                                      | 1984                  | 14-03-2015            | 85              | 4            |             |
| Turbo                                                       | 1986                  | 11-02-2017            | 108             | 2            |             |
| Nostradamus                                                 | 2008                  | 21-06-2008            | 79              | 3            |             |
| Angel of Retribution                                        | 2005                  | 05-03-2005            | 37              | 6            |             |
| Redeemer of Souls                                           | 2014                  | 19-07-2014            | 25              | 11           |             |
| Firepower                                                   | 2018                  | 17-03-2018            | 5               | 22           |             |
| Invincible Shield                                           | 2024                  | 16-03-2024            | 3               | 6            |             |

### Dvd's
- British Steel (2001)
- Live in London (2002)
- Electric Eye (2003)
- Rising in the East (2005)
- Live Vengeance '82 (2006)
- Epitaph (2013)
- Battle Cry (2016)

| Dvd's met hitnoteringen in de Nederlandse Music Top 30 | Datum van verschijnen | Datum van binnenkomst | Hoogste positie | Aantal weken | Opmerkingen |
| ------------------------------------------------------ | --------------------- | --------------------- | --------------- | ------------ | ----------- |
| Epitaph                                                | 2013                  | 01-06-2013            | 18              | 6            |             |
| Battle cry                                             | 2016                  | 02-04-2016            | 1(1wk)          | 13           |             |

## Hitlijsten

### De Zwaarste Lijst
| Nummer           | '09* | '10* | '11* | '12* | '13 | '14 | '15 | '16 | '17 | '18 | '19 | '20 | '21 | '22 | '23 | '24 | '25 |
| ---------------- | ---- | ---- | ---- | ---- | --- | --- | --- | --- | --- | --- | --- | --- | --- | --- | --- | --- | --- |
| Breaking The Law | 65   | 64   | -    | -    | -   | -   | -   | 66  | -   | -   | -   | -   | -   | -   | -   | -   | -   |
| Painkiller       | 33   | 38   | 40   | 33   | 26  | 41  | 51  | 20  | 56  | 32  | 31  | 51  | 47  | 45  | 44  | 38  | 56  |

- Tot 2012 had de Zwaarste Lijst 70 plaatsen. Dit werd vanaf 2013 verminderd tot 66.